# Тираспольський повіт
Тираспольський повіт — історична адміністративно-територіальна одиниця Херсонської губернії з центром у місті Тирасполь. Охоплював західну частину губернії.

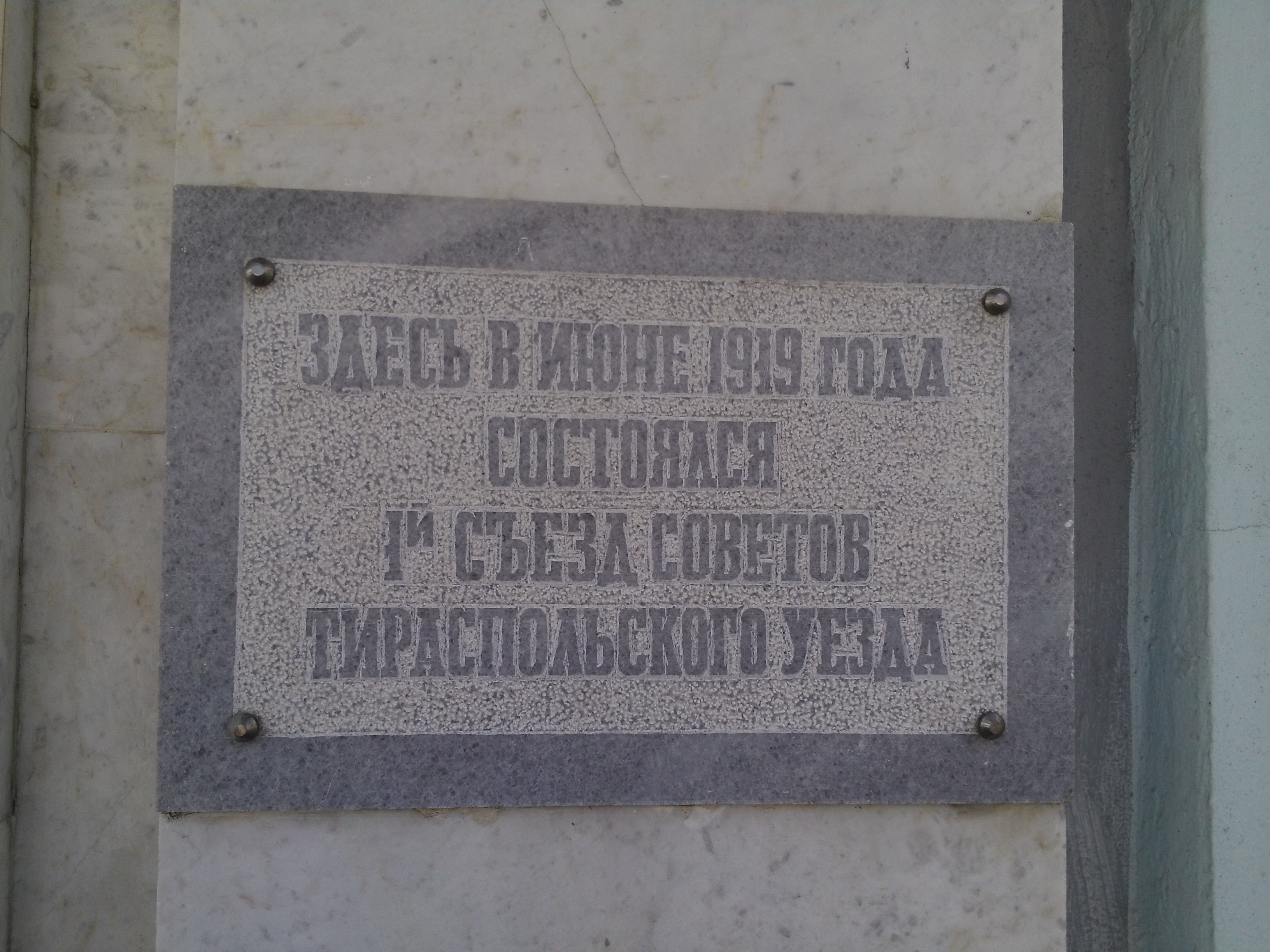
Пам'ятний знак про проведення I з'їзду Рад Тираспольського повіту (нині будівля музею Тирасполя)

На колишній території повіту нині розташовані Роздільнянський та частково Подільський і Березівський райони Одеської області України (до 2020 року Захарівський, Великомихайлівський, Роздільнянський, Окнянський і Ширяївський райони) та Дубесарський, Григоріопольський і Слободзейський райони Автономного територіального утворення з особливим правовим статусом Придністров'я Республіки Молдова.
Утворений у 1795 році у складі Вознесенського намісництва.

## Підпорядкування

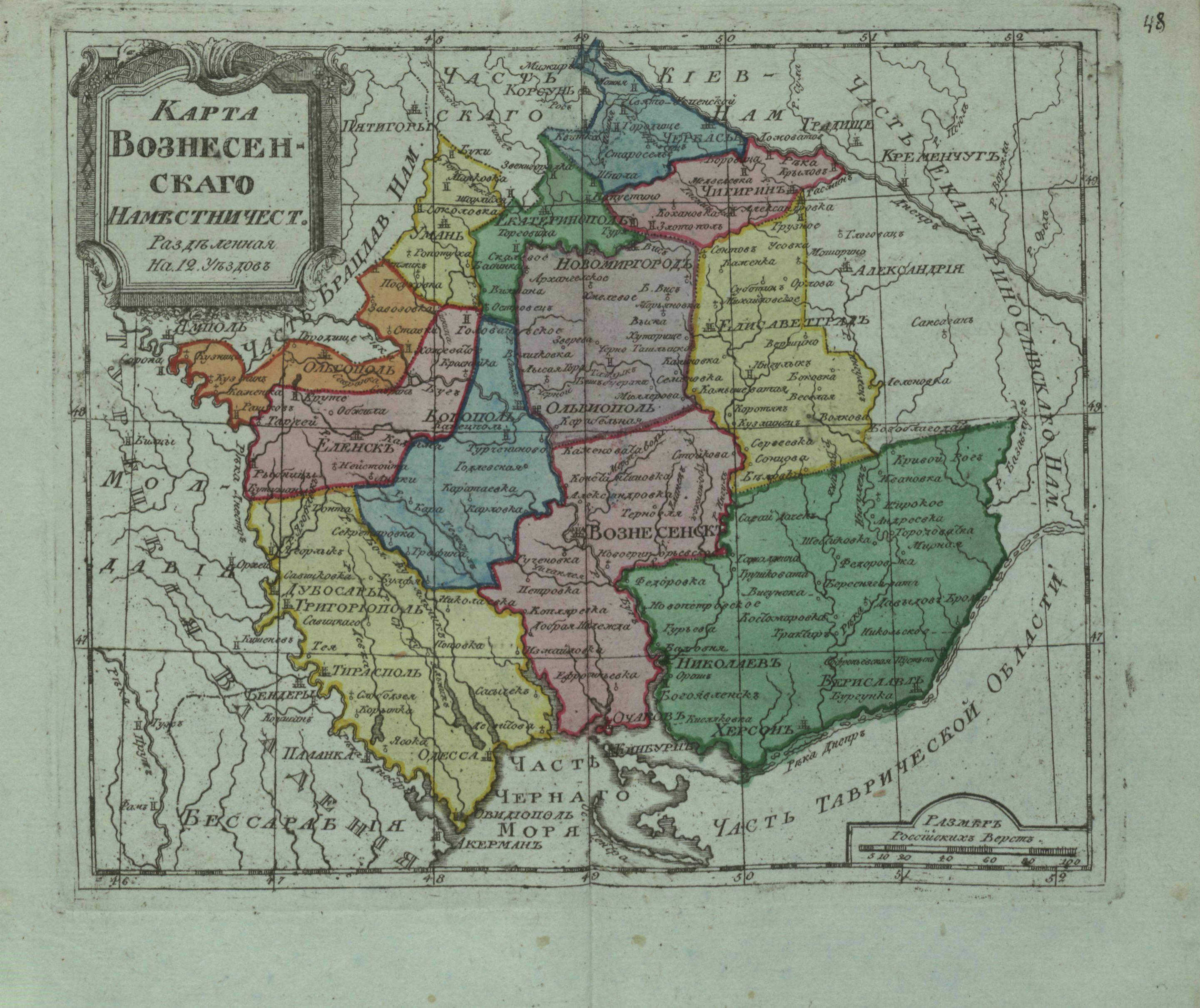
Мапа Вознесенського намісництва 1796 року, з Тираспольським повітом у його складі

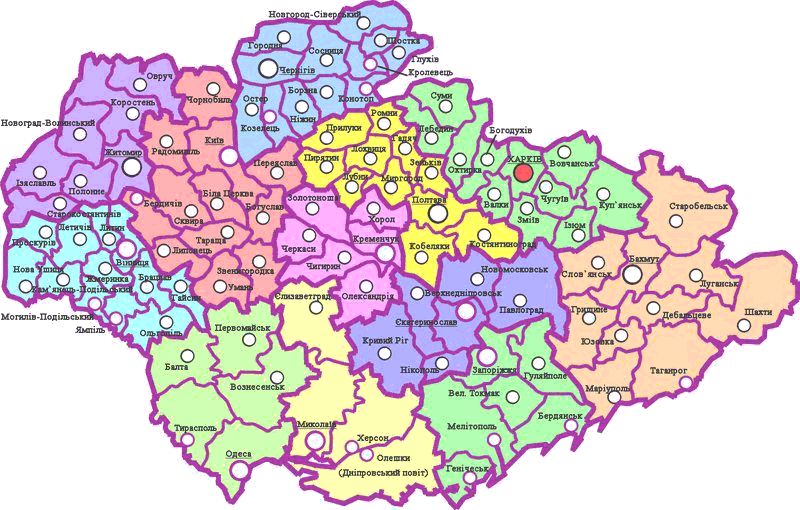
Мапа УСРР 1921 року, з Тираспольським повітом у складі Одеської губернії

- 1795—1797 роках у складі Вознесенського намісництва;
- 1797—1802 роки — у Новоросійській губернії;
- 8 жовтня 1802 року — 15 травня 1803 рік — у Миколаївській губернії;
- 1803—1920 роки — у Херсонській губернії (перейменованої з Миколаївської);
- 1920—1923 роки — у Одеській губернії

У 1923 році повіт ліквідовано та утворено Одеську округу.

## Склад
У 1797 році повіт 1.300.000 десятин землі, 212 населених пунктів, 33279 осіб (17864 чоловіка та 15415 жінок).
Указом  Миколи І 16 березня1827 року з Тираспольського повіту виділили 578.325 дес. (21806 осіб), які поєднали з 424.5754 дес. землі (8396 осіб) Херсонського повіту для створення Одеського повіту.
Станом на 1886 рік налічував 190 сільських громад, 194 поселення у 24 волостях. Населення — 86763 осіб (45086 чоловічої статі та 43677 — жіночої), 15496 дворових господарств.
|                     | Площа, десятин | У тому числі орної, десятин |
| ------------------- | -------------- | --------------------------- |
| Сільських громад    | 223 516        | 136 857                     |
| Приватної власності | 378 222        | 144 880                     |
| Казеної власності   | 11 224         | 1 480                       |
| Іншої власності     | 9 788          | 5 791                       |
| Загалом             | 622 700        | 288 997                     |

## Волосний поділ

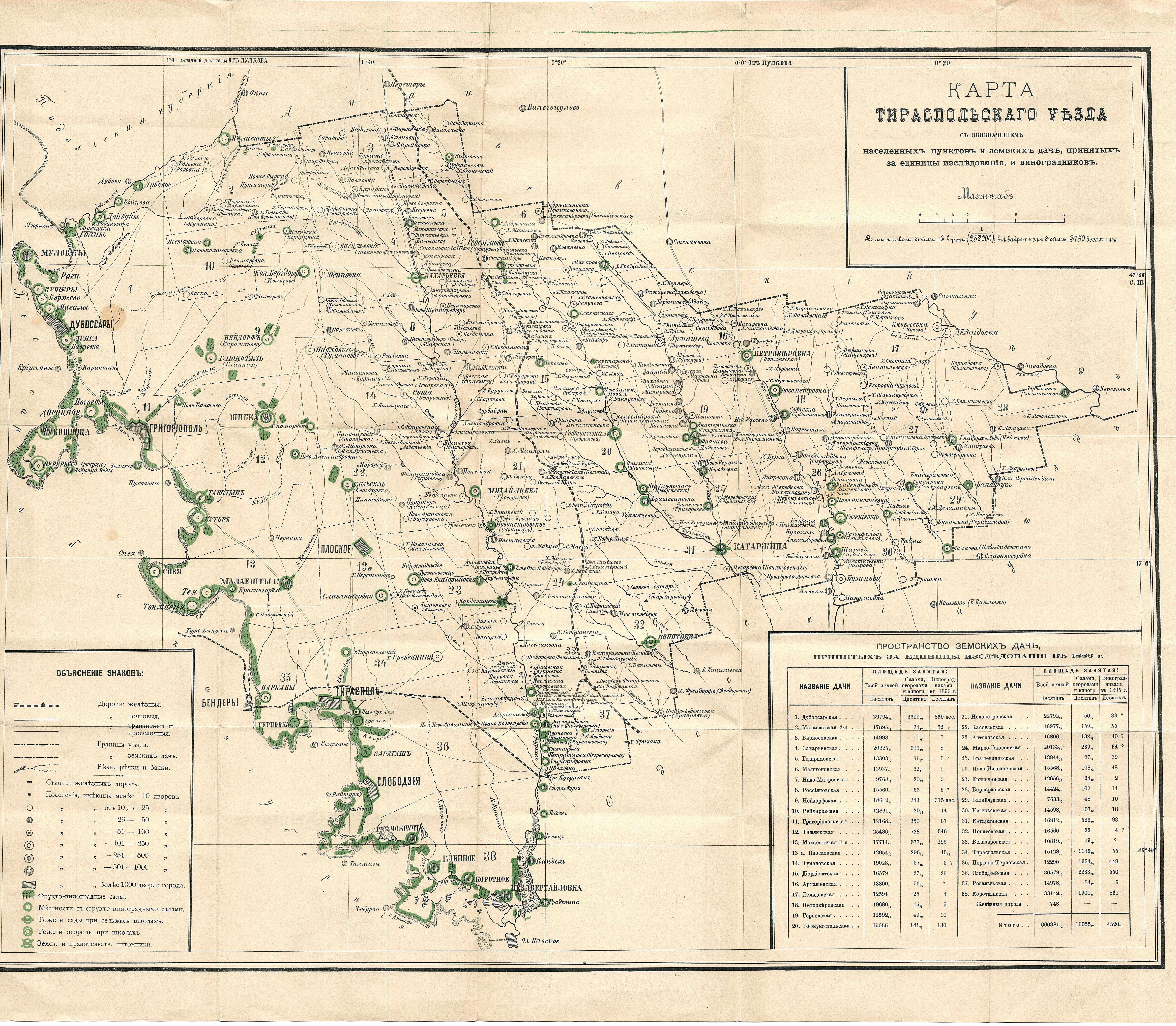
Карта Тираспольського повіту 1886 року

Станом на 1886 рік повіт поділявся на 24 волості:
- Буторська
- Глікстальська
- Гор'ївська
- Гофнунгстальська
- Демидівська
- Дубівська
- Євгенівська
- Захар'ївська
- Касельська
- Катаржинська
- Коротнянська
- Кошарська
- Лунгівська
- Малаєштська
- Малигонівська
- Ново-Петрівська
- Парканська
- Петровірівська
- Плосківська
- Понятівська
- Розаліївська
- Розенфельдська
- Росіянівська
- Слободзейська

Станом на 1896 рік повіт поділявся на 22 волості: 
- Глікстальська
- Гор'ївська
- Гофнунгстальська
- Демидівська
- Дубівська
- Євгенівська
- Захар'ївська
- Касельська
- Катаржинська
- Коротнянська
- Малаештська 1-а
- Малаештська 2-а
- Малигонівська
- Ново-Петрівська
- Парканська
- Петровірівська
- Плосківська
- Понятівська
- Розаліївська
- Росіянівська
- Слободзейська
- Ташликська

У 1906 році повіт поділявся на 21 волость та 619 населених пунктів, Населені пункти Розаліївської волості були приєднані до Понятівської.
Перелік волостей:
- Глікстальська
- Гофнунгстальська
- Демидівська
- Дубівська
- Євгенівська
- Захар'ївська
- Касельська
- Катаржинська
- Коротнянська
- Лунгівська
- Малаештська 1-а
- Малаештська 2-а
- Малигонівська
- Ново-Петрівська
- Парканська
- Петровірівська
- Плосківська
- Понятівська
- Розаліївська
- Росіянівська
- Слободзейська
- Ташликська

У 1913 році до складу повіту входила 21 волость: 
| - Глікстальська — с. Гліксталь, - Гофнунгстальська — с. Цебрикова, - Демидівська — с. Демидівка, - Дубівська — с. Дубове, - Євгенівська — м. Євгенівка, - Захар'ївська — м. Захар'ївка, - Касельська — с. Касель, - Катаржинська — с. Катаржина, - Коротнянська — с. Коротке, - Лунгівська — с. Лунга, - Малаештська 1-а — с. Малаєшти 1-е, | - Малаештська 2-а — с. Малаешти 2-е, - Малигонівська — с. Малигонова, - Ново-Петрівська — м. Михайлівка, - Парканська — с. Паркани, - Петровірівська — м. Петровірівка, - Плосківська — с. Плоска, - Понятівська — м. Понятівка, - Росіянівська — пр. Росіянка, - Слободзейська — с. Слободзея, - Ташликська — с. Ташлик |

На 1 березня 1921 року повіт складався з 23 волостей та окремо місто Тирасполя.
| - Глинська (колишня Глікстальська) - Демидівська - Дубівська - Євгенівська - Захар'ївська - Катаржинська - Коротнянська - Лунгівська - Малаештська 1-а - Малаештська 2-а - Малигонівська | - Ново-Петрівська - Розаліївська - Парканська - Петровірівська - Плосківська - Поморевська - Понятівська - Росіянівська - Слободзейська - Степанівська - Ташликська |

## Міста та населені пункти, безпосередньо підпорядковані містам
- Тирасполь з приміськими хуторами Ближній Хутір, Гребеники, Єремишкині, передмістями Зафортечна слобідка, Кирпична слобідка, Колкотова Балка.
- заштатне місто Григоріополь з передмістям Делакіу, приміськими хуторами Гертоп, Глиняна Балка, Тамашлик, Тимуш.
- заштатне місто Дубоссари з передмістям Карантин.

## Сучасність
Більша частина території колишнього повіту нині в межах України, міста Григоріополь, Дубоссари, Тирасполь (окрім сіл Гребеники та Єремішкове), Глікстальська, Дубівська, Коротнянська, Лунгівська, Малаештська 1-а, Парканська, Слободзейська, Ташликська та села Новокомісарівка Малаєштської 2-ї та Андріяшівка Розаліївської волостей - у складі Молдови.

## Відомі особистості
- Арнаутов Василь Олексійович — історик освіти.
- Базилевський Павло Михайлович — підполковник Армії УНР
- Бережок Григорій Карпович — радянський військовик, капітан. Герой Радянського Союзу (1940).
- Борщ Андрій Тимофійович — романіст. Кандидат філологічних наук (1947).
- Бузук Петро Панасович — український і білоруський мовознавець-славіст, педагог. Доктор філологічних наук (1924 рік).
- Ганевич Іван Васильович — історик. Доктор історичних наук (1961), професор (1962).
- Гросул Яким Сергійович — радянський історик, член-кореспондент АН СРСР (1966), академік і президент АН Молдавської РСР (з 1961).
- Іванов Павло Андрійович — Історик середньовічної України кінця XVIII — початку ХІХ ст.
- Канський Всеволод Єлисейович — радянський військовик. Герой Радянського Союзу (1945).
- Георг Лейббрандт — німецький державний і політичний діяч.
- Зелінський Микола Дмитрович — вчений українського походження, хімік-органік, академік АН СРСР.
- Лутц Вільгельм Готлібович — український військовик німецького походження, підполковник Армії УНР.
- Мавроді Іван Васильович — болгарський письменник в Україні.
- Матюшков Олександр Михайлович — підполковник Армії УНР.
- Отмарштейн Юрій Оттович — військовий діяч часів УНР, полковник Армії УНР.
- Скліфосовський Микола Васильович — лікар, хірург.
- Церр Антон Иоганн фон Падуа — єпископ Тираспольської єпархії Римо-католицької церкви.
- Шевельов Сергій Миколайович — радянський військовий льотчик-винищувач. Герой Радянського Союзу (1943).